# استفان استراث
استفان استراث (انگلیسی: Stefan Sterath؛ زادهٔ ۱۵ ژانویهٔ ۱۹۶۷) بازیکن فوتبال اهل آلمان است.
از باشگاه‌هایی که در آن بازی کرده‌است می‌توان به باشگاه فوتبال فورتونا دوسلدورف اشاره کرد.